# 10885 Horimasato
10885 Horimasato este un asteroid din centura principală, descoperit pe 7 noiembrie 1996, de Kin Endate și Kazuo Watanabe.